# Шевченко (Правдинський район)
Шевче́нко (рос. Шевченко) — селище в Правдинському районі Калінінградської області Російської Федерації. Входить до складу Правдинського міського поселення.